# Der Hamster
Der Hamster (auch bekannt als: Es war einmal ein Hamster) ist ein Lied von Timmy aus dem Jahr 1978, das zum Charthit in Deutschland avancierte.

## Entstehung und Inhalt
Klaus-Dieter Kohnert (Timmy) und Rick Skaan waren für Musik und Text verantwortlich. Produziert wurde es von Eike Heitkamp. Das Lied erschien im Jahr 1978 beim Musiklabel Electrola als Singleauskopplung aus dem gleichnamigen Studioalbum von Timmy.
Das Lied ist eine Schlager-Parodie und behandelt das Thema Polygamie unter Hamstern.

## Titelliste der Single
7″-Single
1. Der Hamster (3:07)
2. Pumpernickels Häns’chen (2:33)

## Charts und Chartplatzierungen
Der Hamster erreichte erstmals am 29. Januar 1979 die deutschen Singlecharts. Die Single platzierte sich 26 Wochen in den Charts und erreichte am 12. März 1979 mit Rang 15 seine beste Chartnotierung. Für Timmy wurde es zum einzigen Charthit in Deutschland.
| ChartsChartplatzierungen | Höchstplatzierung | Wochen |
| ------------------------ | ----------------- | ------ |
| Deutschland (GfK)        | 15 (26 Wo.)       | 26     |